# 新希望關懷中心

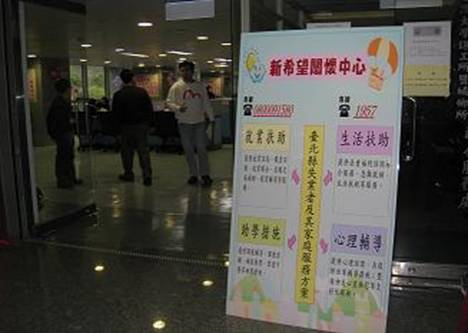
新希望關懷中心門口

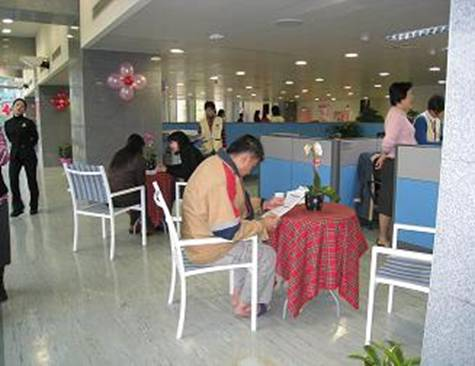
新希望關懷中心大廳

新希望關懷中心為2009年1月1日臺北縣政府（現新北市政府）於臺北縣政府大樓2樓成立之全國首創之公部門單位，採跨局處方式，結合勞工、民政、社會教育、衛生等單位提供單一窗口服務，提供失業家庭就業新契機。2020年結束服務，故新希望關懷卡停止申請。

## 緣起
行政院主計處之統計資料顯示，2008年（民國97年）11月份失業率達4.64%，失業人數較10月份增加3萬1000人。因經濟不景氣，大多數中小企業紛紛採取減薪、裁員及無薪休假…等方式以求維持營運，面臨台灣地區歷年以來最大幅度之裁員以及歇業所造成的失業浪潮，臺北縣政府為因應此波失業潮，規劃「臺北縣失業者及其家庭服務方案」，成立新希望關懷中心。新希望關懷中心整合針對失業民眾及其家庭提供就業、生活扶助、助學及心理輔導等措施，協助民眾度過就業難關。

## 服務項目
新希望關懷服務中心之服務項目主要以就業扶助、生活扶助、助學措施、心理輔導四大工作為主軸。服務細項包含：提供失業人口及其家庭有關找尋工作、職業技能訓練、各類費用補助、家庭就學人口扶助、失業所致心理情緒問題輔導等諮詢服務。另結合宗教信仰團體協助提供不同的精神層面心靈撫慰。

## 服務對象
主要服務對象為實際居住、戶口設籍台北縣，尚未列冊管理之低收入戶個案，尤以主要家庭生計負擔者、家庭已因失業導致陷入困境者、具備積極主動找尋工作的就業人士為優先考量。

## 外部連結
- 新北市政府社會局-新希望
- 新希望卡申辦 （页面存档备份，存于）
- 新希望關懷中心啟用 （页面存档备份，存于）